# Parch zwykły ziemniaka

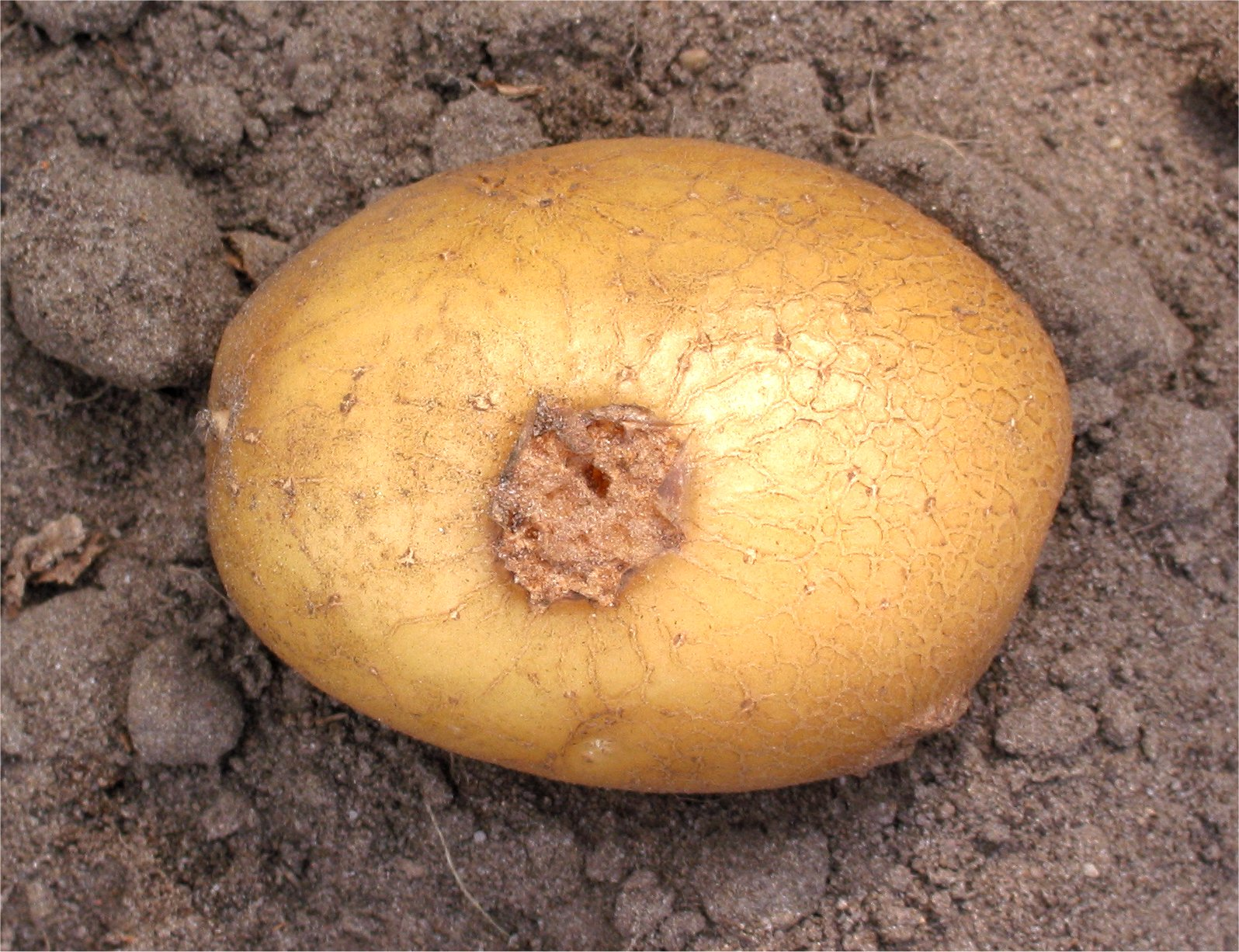

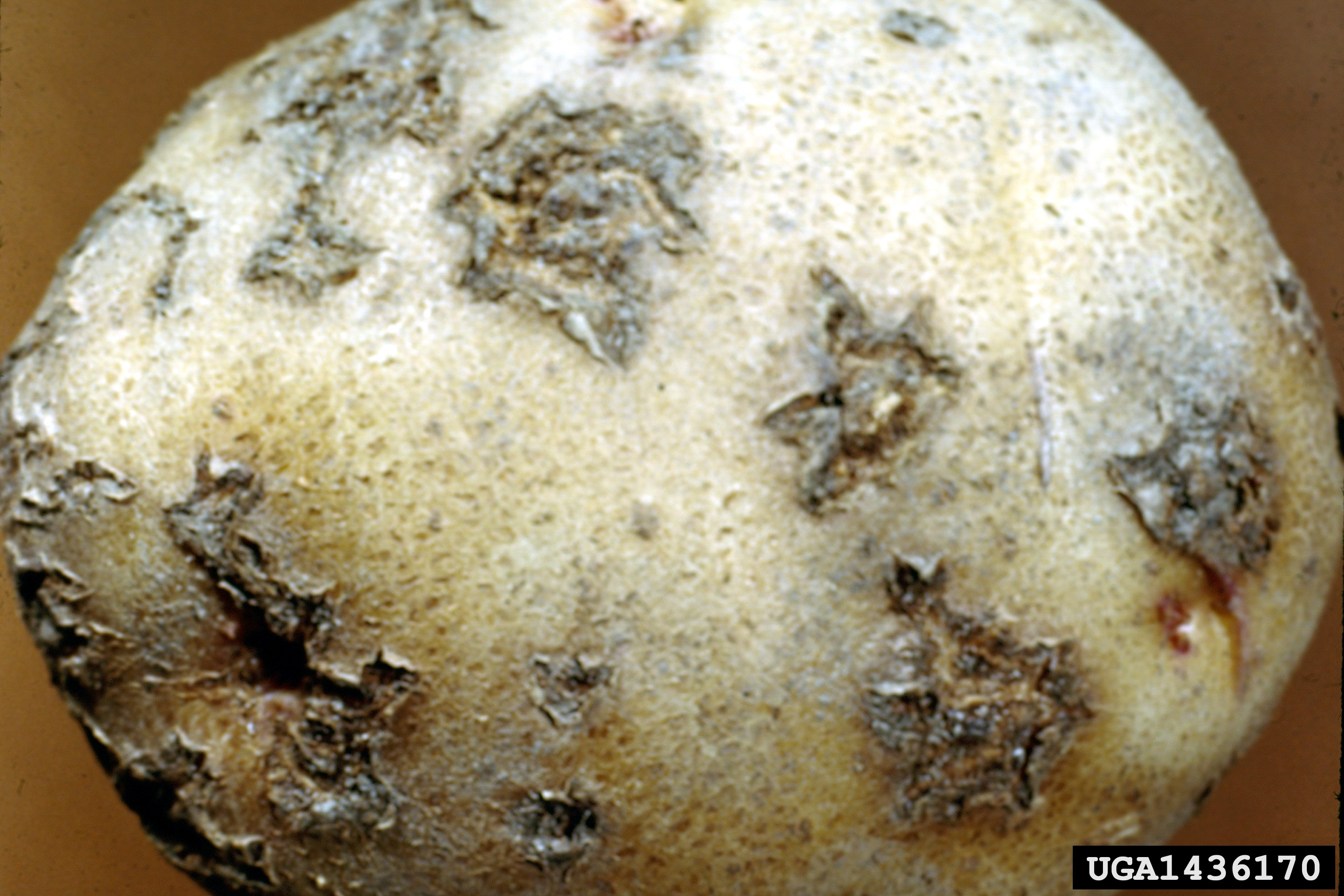

Parch zwykły ziemniaka (ang. common scab of potato, scab of potato) – bakteryjna choroba ziemniaka (Solanum tuberosum), wywołana przez Streptomyces scabies i Streptomyces acidiscabies.

## Szkodliwość i objawy
Jest to choroba z grupy parchów. Występuje niemal we wszystkich rejonach uprawy ziemniaka na świecie. Szczególnie duże jej nasilenie następuje na glebach o wysokim pH, a więc na glebach świeżo zwapnowanych lub naturalnie posiadających wysokie pH (np. rędziny), jednakże lokalnie może występować także na glebach kwaśnych. Powoduje obniżenie jakości zebranych ziemniaków, gdyż ze względu na wygląd spada ich wartość handlowa. Ponadto przy dłuższym przechowywaniu zainfekowane bulwy szybciej tracą wodę i więdną.
Pierwsze objawy choroby pojawiają się wokół przetchlinek bulw. Są to brązowe plamki o średnicy około 1 mm. W trakcie wzrostu bulw plamki zwiększają się, rośnie także ich liczba. W zależności od ich wyglądu wyróżnia się parchy powierzchniowe, wypukłe i zagłębione. Parchy powierzchniowe mają postać skorkowaceń psujących wygląd bulwy. W parchach wypukłych takie skorkowacenie wystaje na około 2 mm ponad powierzchnię bulwy. W parchach zagłębionych powstają okrągłe lub gwiaździste plamy o postrzępionych brzegach i popękanej powierzchni. Mogą sięgać do 7 mm w głąb bulwy. Parchy występują zwykle pojedynczo, czasem jednak zlewają się powodując powstawanie na powierzchni bulwy wiele zagłębionych pęknięć.

## Epidemiologia
Wywołujące parcha zwykłego ziemniaka patogeny Streptomyces scabies i Streptomyces acidiscabies wywołują również parcha zwykłego buraka. Mają różne wymagania siedliskowe. Streptomyces scabies preferuje gleby obojętne lub zasadowe i nie występuje w glebach o pH poniżej 5,2. Optymalna dla niego temperatura rozwoju to 28–30 °C. Streptomyces acidiscabies występuje na glebach kwaśnych, nawet o pH poniżej 4,3.
Wywołujące chorobę bakterie mogą się dostać na pole wraz z zakażonymi sadzeniakami. Ale choroba może wystąpić również wtedy, gdy zasadzi się zdrowe sadzeniaki, bakterie mogą bowiem znajdować się w glebie. Zdarza się też, że z porażonych sadzeniaków wyrosną zdrowe. Decydującym bowiem czynnikiem o masowym wystąpieniu choroby jest wilgotność gleby w okresie 4–9 tygodni od momentu zawiązania się nowych bulw; czym niższa, tym wyższe prawdopodobieństwo choroby i jej nasilenie. Bulwy ziemniaka wokół miejsca infekcji tworzą barierę ochronną w postaci skorkowacenia, czyli parcha. W ten sposób powstaje parch powierzchniowy. Jeśli jednak bakterii uda się przy sprzyjającej jej małej wilgotności gleby pokonać tę barierę, wówczas bulwa tworzy następne skorkowacenia i tak powstaje parch wypukły lub zagłębiony. Te części bulwy, które pokryte są dobrze rozwiniętą skórką nie ulegają porażeniu. Natomiast wszelkiego rodzaju zranienia są łatwymi dla bakterii wrotami do wniknięcia do bulwy.
Różne odmiany ziemniaka wykazują różną podatność na parcha. U odmian mało podatnych powstają tylko parchy powierzchniowe, u odmian podatnych parchy zagłębione. Odmiany o grubszej skórce bulw są odporniejsze od tych o cienkiej skórce.

## Ochrona
Zapobiega się chorobie poprzez:
- sadzenie zdrowych, lub co najwyżej słabo porażonych sadzeniaków,
- unikanie uprawy ziemniaka na glebach zasadowych,
- nawożenie nawozami mineralnymi kwaśnymi lub nawozami zielonymi,
- przy suchej pogodzie nawadnianie plantacji w okresie zawiązywania i wzrostu bulw,
- uprawianie odmian odpornych na parcha,
- przeznaczanie bulw porażonych na paszę dla zwierząt[4].
- przy uprawie na glebach kwaśnych skuteczne może być zaprawianie sadzeniaków fungicydami[3]